# Swan House
La Casa del Cisne (inglés: Swan House) fue construida en 1928 por Edward y Emily Inman en Atlanta, Georgia. Los Inmans habían acumulado su riqueza por medio del corretaje de algodón e inversiones en transporte, banca y bienes raíces. Después que su casa en Ansley Park se quemara en 1924, los Inman comisionaron al buró de arquitectos de Hentz, Reid y Adler, para diseñar una nueva casa en 28 acres (113 312,1 m²) en Buckhead, una comunidad al norte de Atlanta. El diseño de la nueva mansión fue ejecutado por Philip Trammell Shutze, combinando estilos neorrenacentistas con un enfoque clásico en la fachada principal. La fachada posterior es menos formal y está situada en la cima de una pequeña colina con jardines en terrazas y una fuente en cascada en la ladera. Los cisnes esculpidos o pintados  son un motivo recurrente en toda la casa y los terrenos.
El arquitecto Philip T. Shutze diseñó la Casa del Cisne y sus jardines, así como muchos otros edificios importantes en la ciudad. Se graduó de la Facultad de Arquitectura Columbia del Instituto de Tecnología de Georgia, y la Academia Americana en Roma, Italia.
Tras la muerte de Edward Inman en 1931, Emily se mudó con su familia a la casa y vivió allí hasta 1965. La casa y sus terrenos fueron adquiridos por la Sociedad Histórica de Atlanta en 1966. La casa está operada como parte del Centro de Historia de Atlanta y está mantenida como casa-museo histórica de los años 20 y 30, con muchos de los muebles originales de los Inmans.
En 2004, el Centro de Historia de Atlanta completó una renovación de $5.4 millones de la casa y sus muebles.
Este edificio histórico sirvió como la meta final de la 19a temporada de la serie televisiva estadounidense The Amazing Race.
La casa también apareció en algunas  escenas de la película Los Juegos del Hambre: En llamas (2013), y su secuela, Sinsajo, Parte 2 (2015).
Aparece también en la secuencia de apertura de la película Little Darlings (1980).

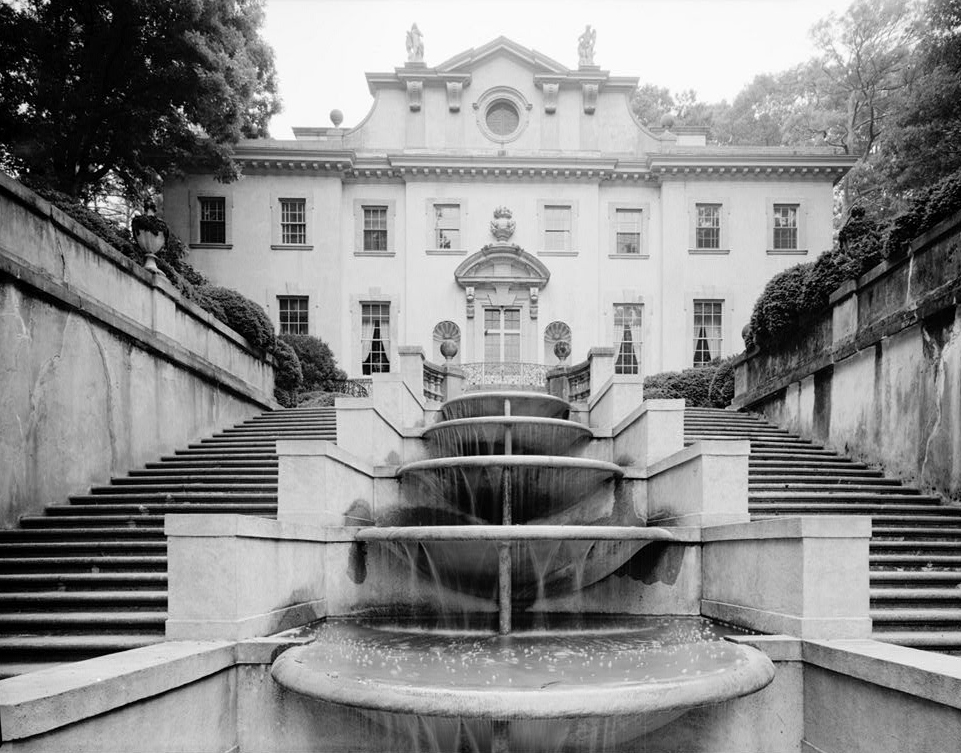
Foto en blanco y negro
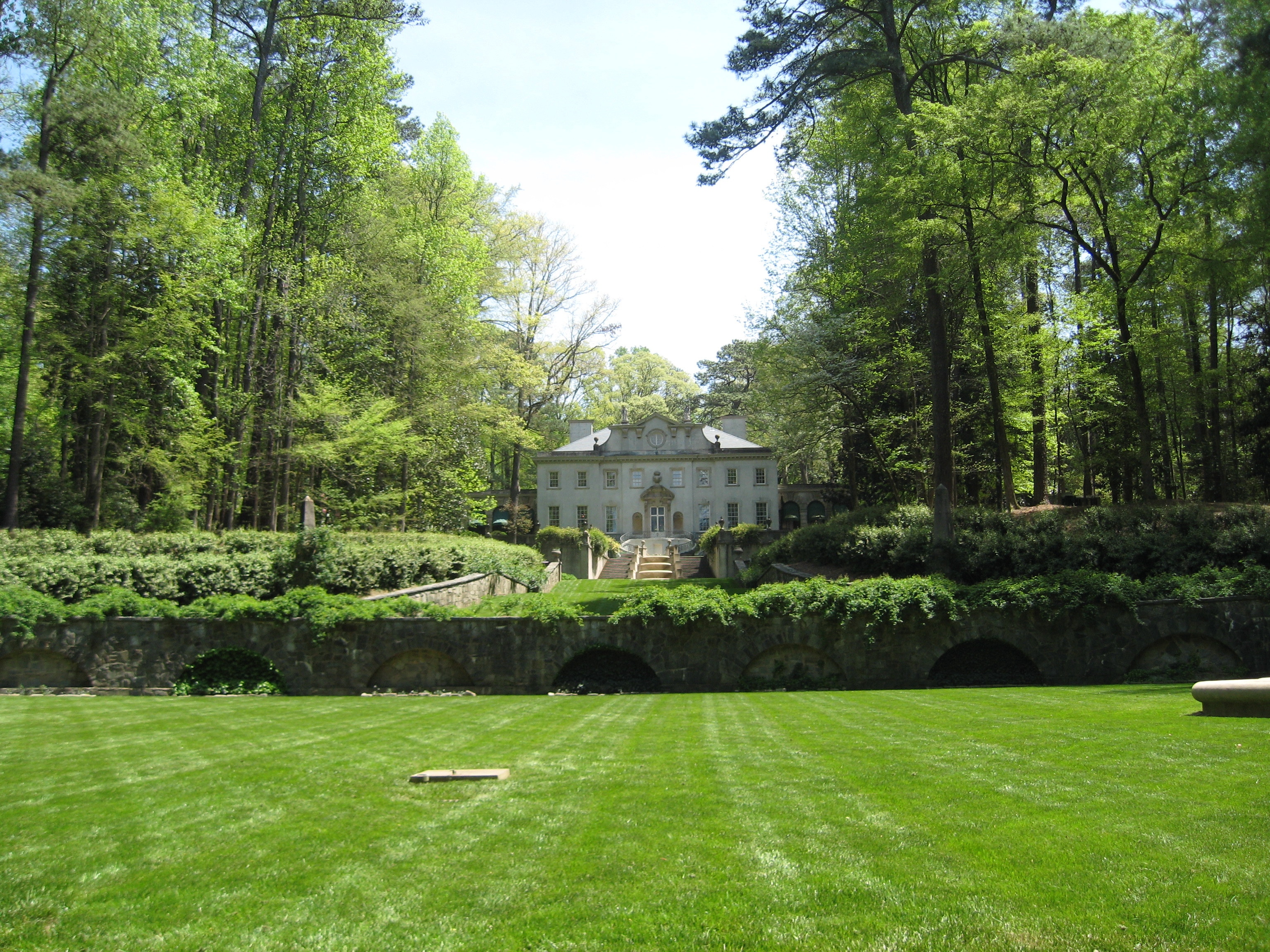
Vista general
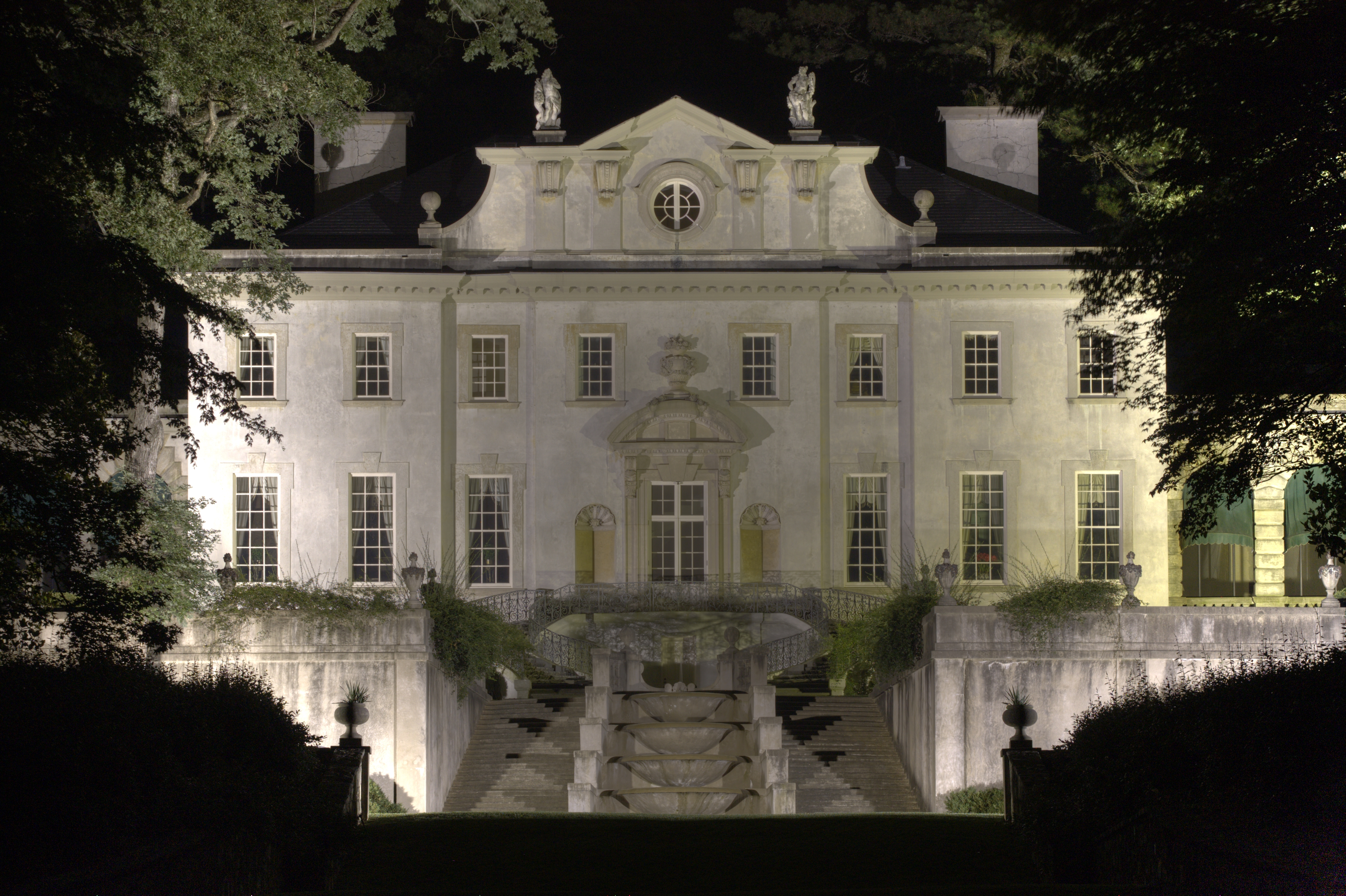
De noche
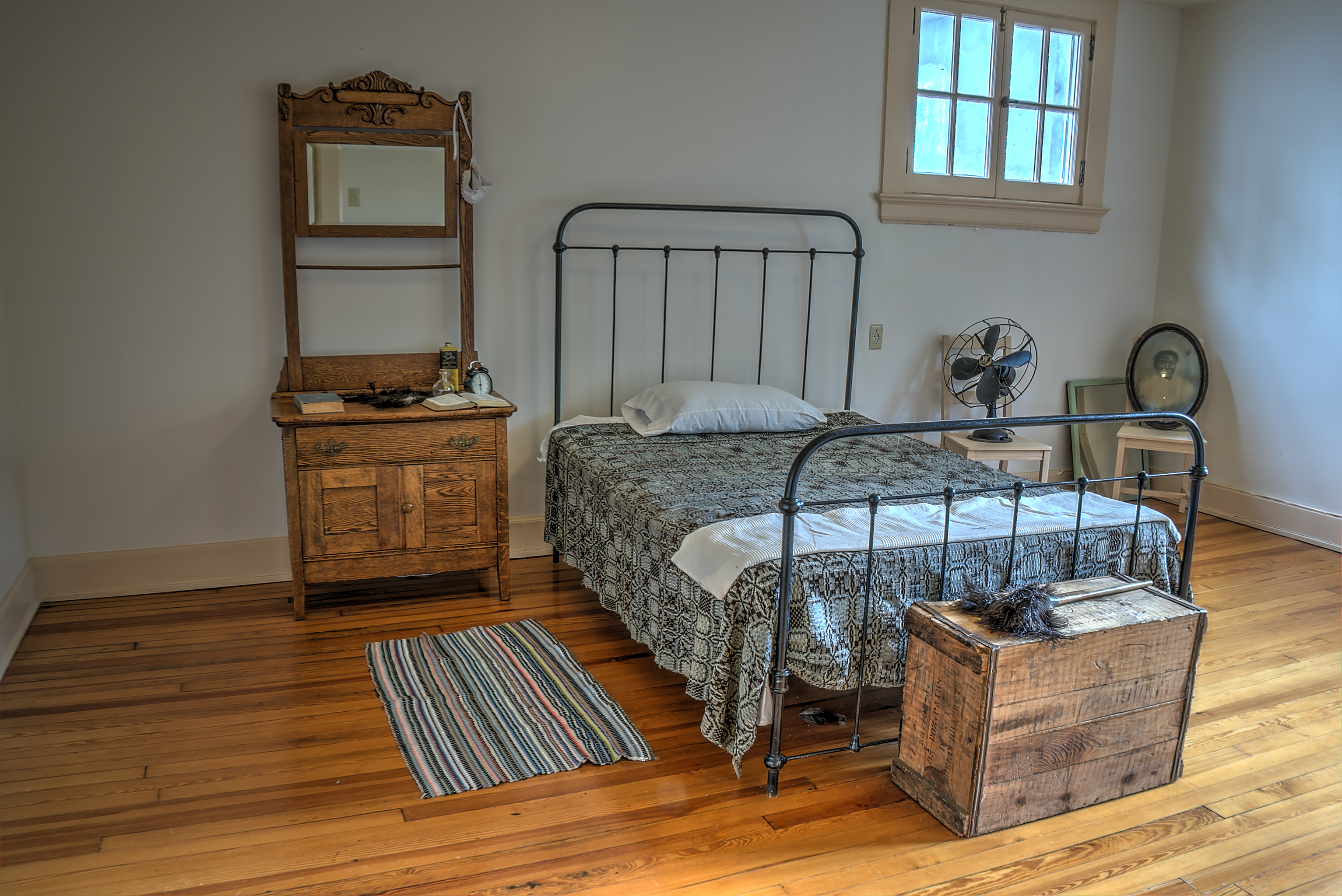
Dormitorio en planta superior
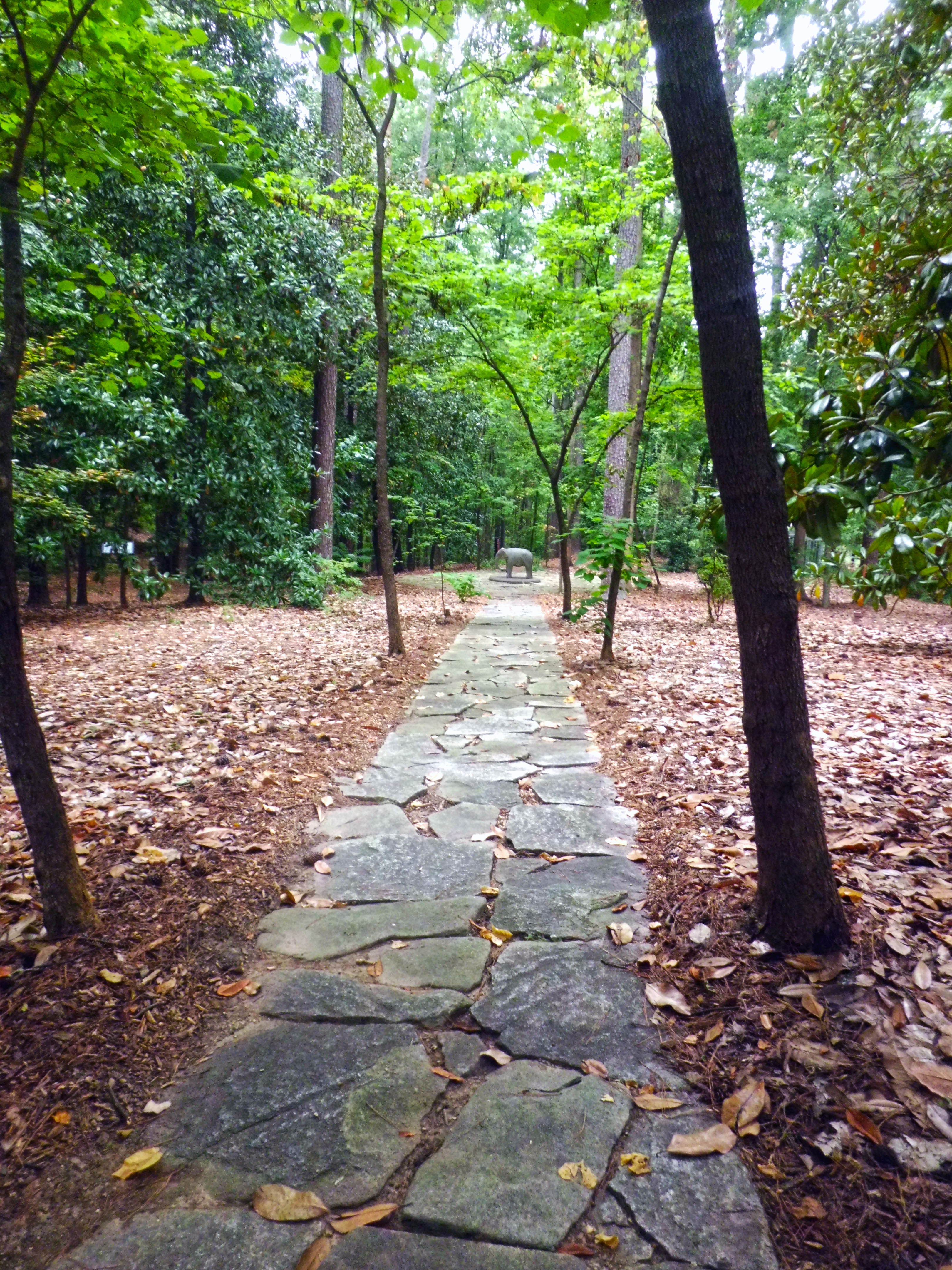
Sendero empedrado hacia Ambrosio, el elefante de piedra
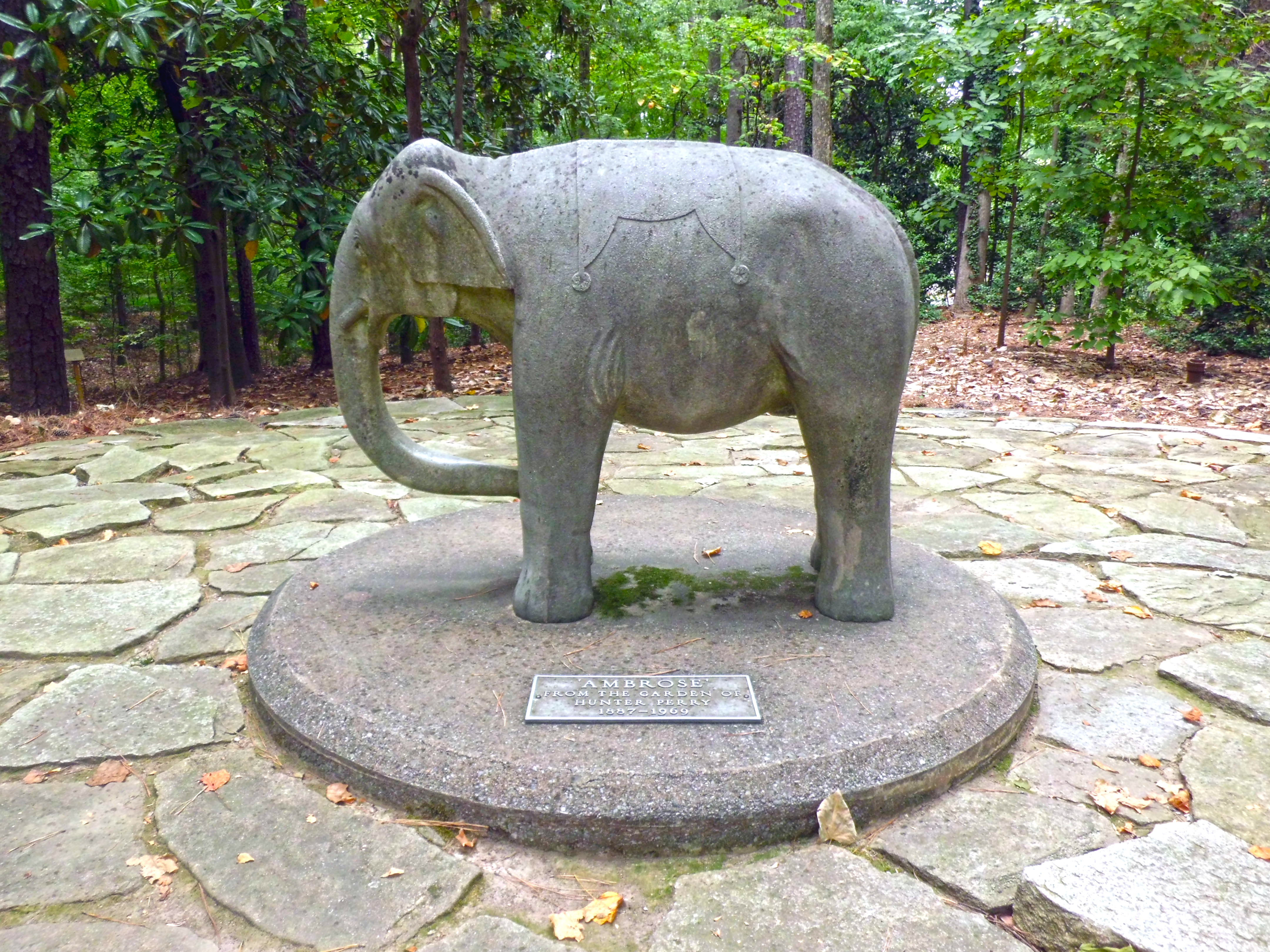
Ambrosio proveniente del jardín de Hunter Perry 1887-1969 (traducción de placa en inglés)
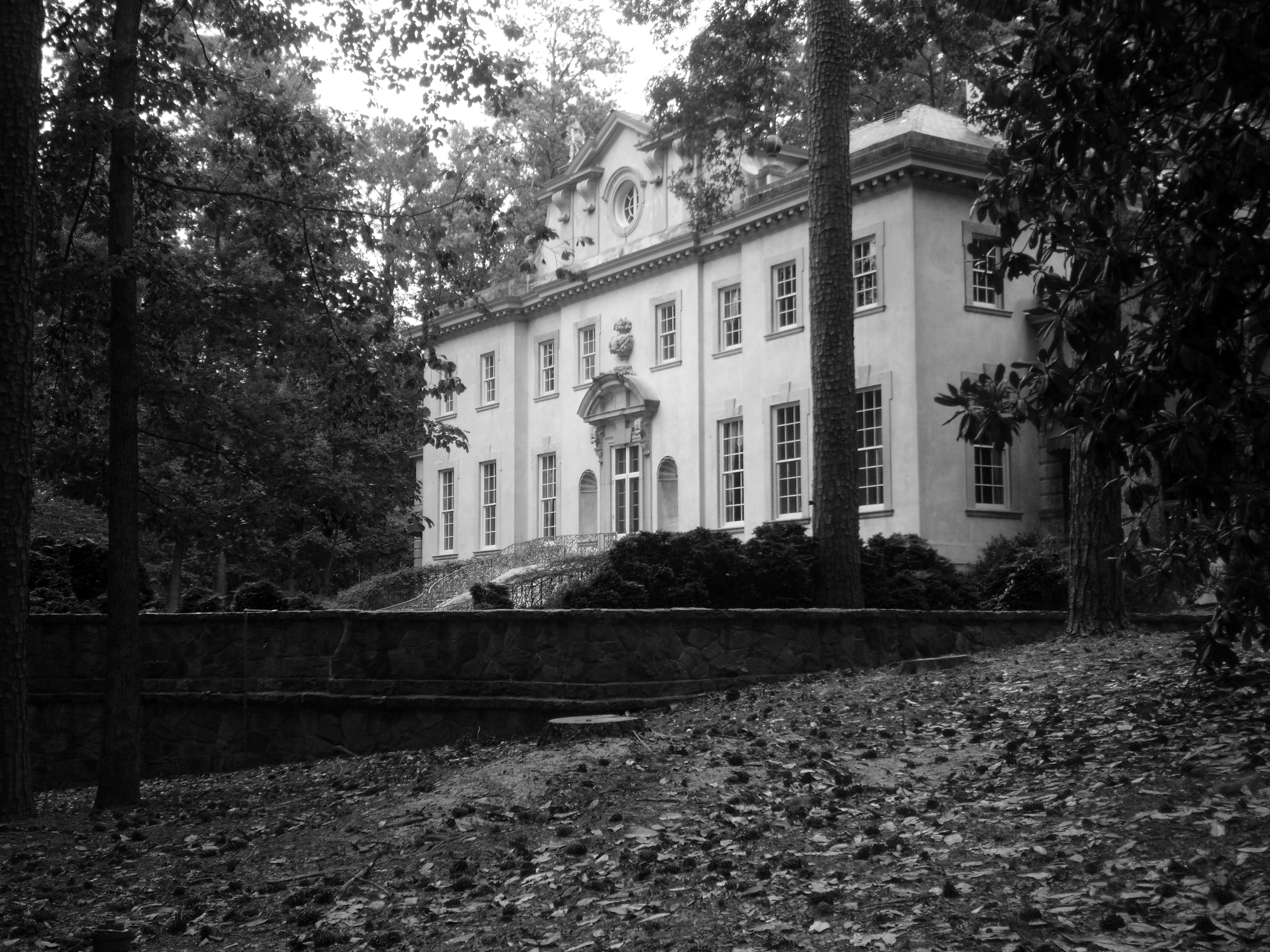
La Casa del Cisne
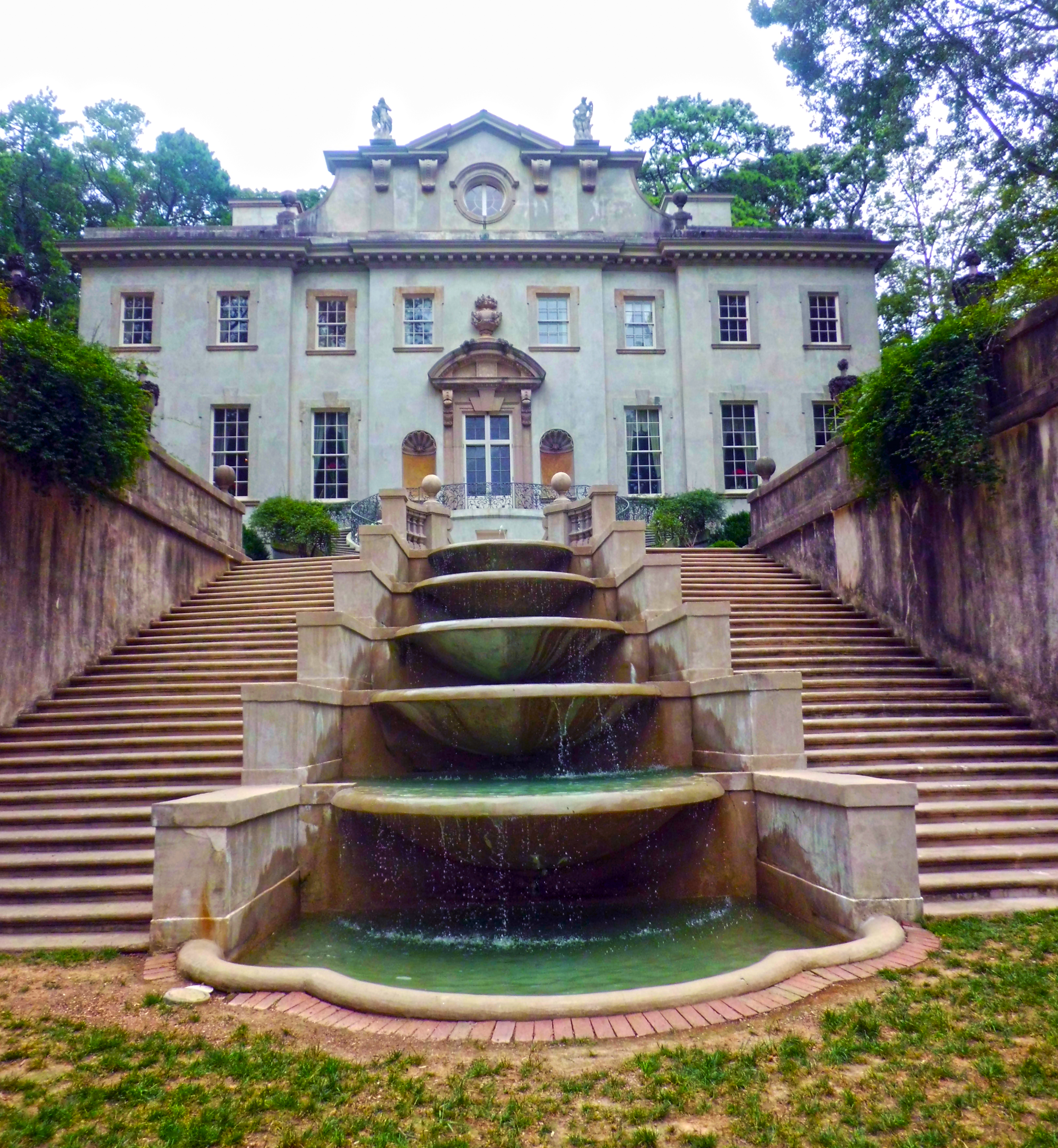
Escaleras y cascada
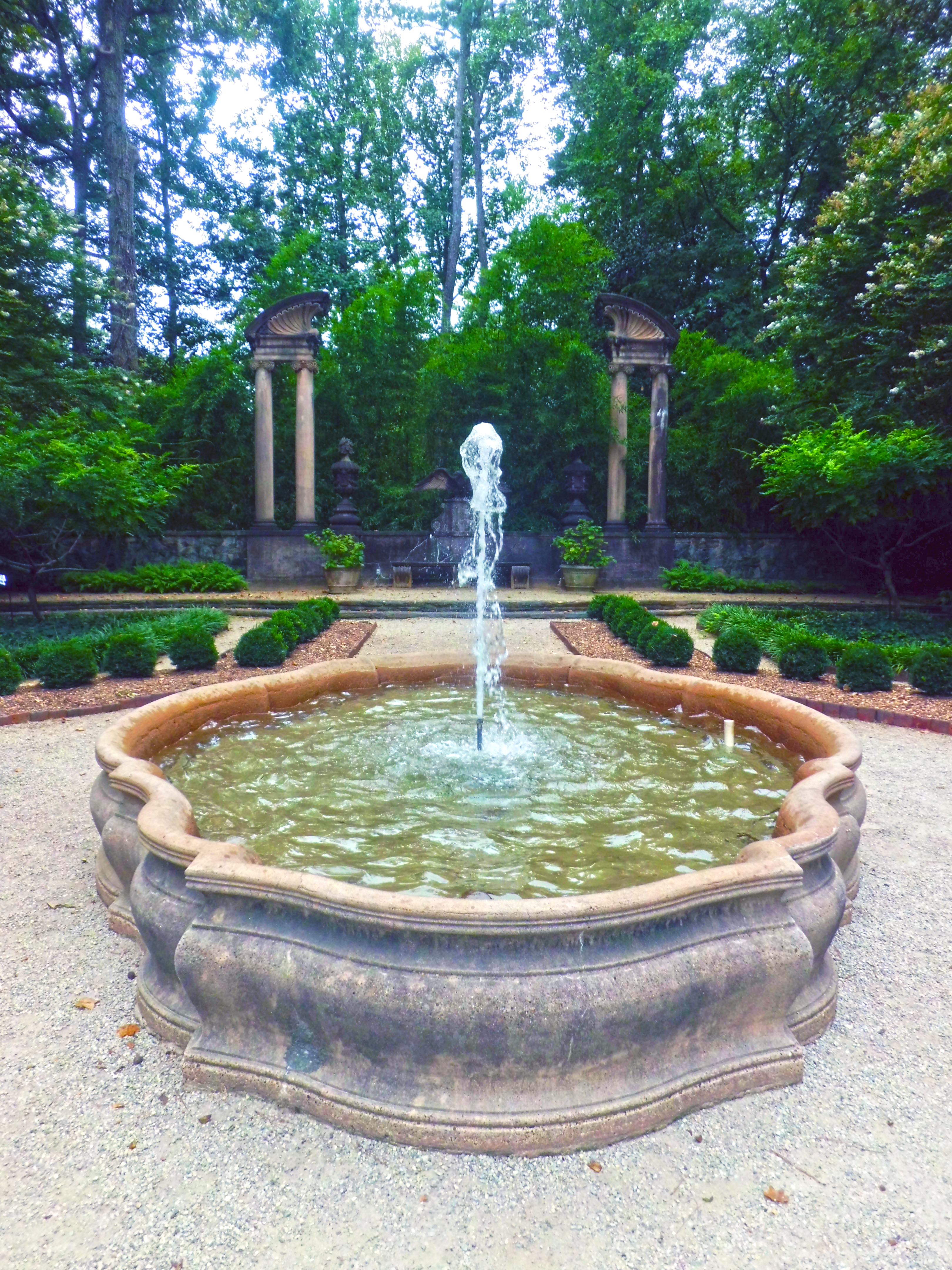
Fuente
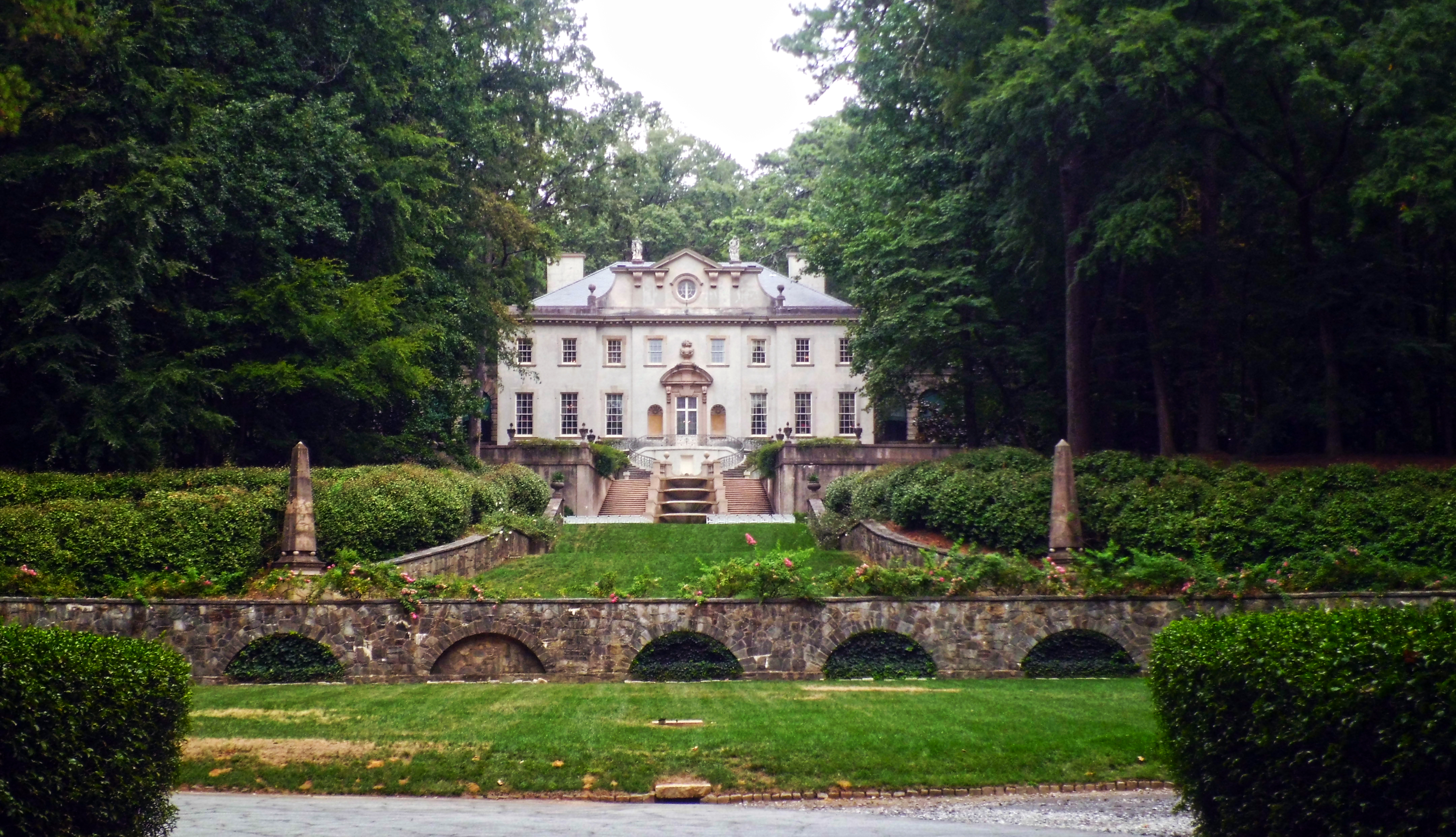
Vista desde el pie de la colina
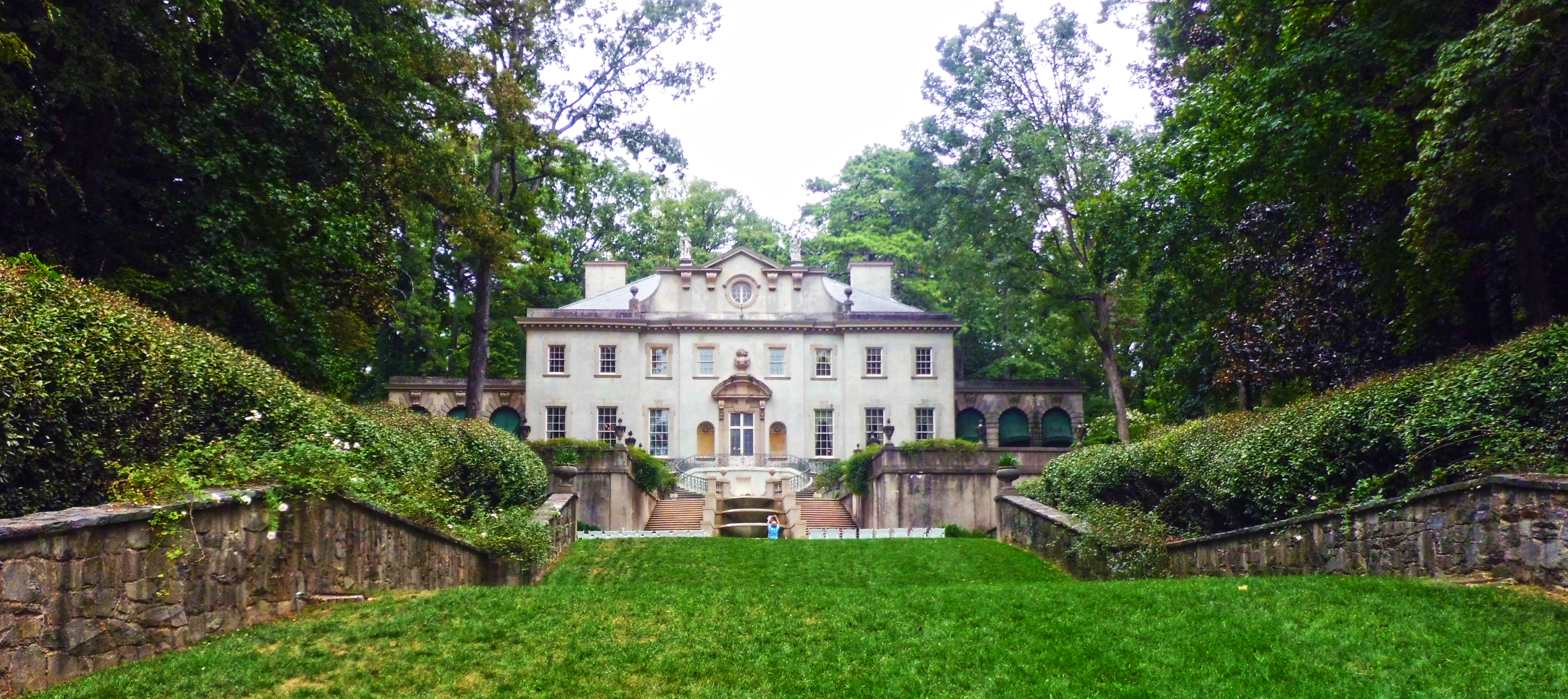
Vista de la casa y cascadas